# Pęchcin
Pęchcin – wieś sołecka w Polsce położona w województwie mazowieckim, w powiecie ciechanowskim, w gminie Ciechanów.
Przez miejscowość przebiega droga krajowa DK60.
W latach 1954–1957 wieś była siedzibą gromady Pęchcin, po jej zniesieniu w gromadzie Ciechanów. W latach 1975–1998 miejscowość administracyjnie należała do województwa ciechanowskiego.